# 40 Serpentis
40 Serpentis, eller FP Serpentis, är en pulserande variabel stjärna av Delta Scuti-typ (DSCTC) i stjärnbilden  Ormen.
40 Serpentis har visuell magnitud +6,287 och varierar i amplitud med 0,025 magnituder och en period som är uppskattad till 0,2 dygn eller 5 timmar. Den befinner sig på ett avstånd av ungefär 255 ljusår.